# Билтен Врховног штаба НОВЈ
Билтен Врховног штаба НОВ и ПОЈ је био званични лист који је издавао Врховни штаб НОВ и ПОЈ. У Билтену су били објављивани војни и војно-политички материјали; наређења, директиве и упутства о начину ратовања Врховног штаба; кратки извештаји о операцијама Народноослободилачке војске; обавештења о формирању јединица; обавештења о похвалама и одликовању бораца и руководилаца НОВЈ; као и друге информације везане за ратна дешавања у Југославији. 
Пошто је Билтен био слжбени лист који је издавао Врховни штаб, он упоредо са Врховним штабом мењао називе, па се звао:
- Билтен Главног штаба Народноослободилаких партизанских одреда Југославије, до септембра 1941. године
- Билтен Врховног штаба Народноослободилаких партизанских одреда Југославије, до јануара 1942. године
- Билтен Врховног штаба Народноослободилачке партизанске и Добровољачке војске Југославије, до новембра 1942. године
- Билтен Врховног штаба Народноослободилачке војске и партизанских одреда Југославије, до марта 1945. године

После формирања Југословенске армије (ЈА), марта 1945. године, Билтен Врховног штаба НОВ и ПОЈ је променио назив у „Службени лист Министарства народне одбране“, а од маја 1952. године се звао „Службени војни лист ЈНА“.

## Историјат
Билтен Главног штаба покренуо је августа 1941. године Главни штаб НОП одреда Југославије. Први број Билтена написао је командант Главног штаба Јосип Броз Тито током свог илегалног боравка у окупираном Београду и он је штампан у илегалној штампарији ЦК КПЈ. Поред првог броја, још пет бројева Билтена је штампано у илегалној штампарији у Београду. Билтен је касније штампан у ослобођењом Ужицу; на Романији; у Фочи; у селу Дринић, код Босанског Петровца; на Ђурђевића Тари; у Бусије, код Рибника; у Шиповљанима, код Дрвара; на Вису и на крају поново у Београду. 
У почетку је било замишљено да Билтен Врховног штаба излази једном месечно, али је касније, у току рата, излазио нередовно. Првих шест бројева Билтена је излазило редовно и самостално, а касније је штампано више бројева одједном. Од укупно 47 бројева Билтена штампано је свега 24, тј. 11 бројева је изашло самостално, а 33 као двоброји или троброји. Поред Врховног команданта Јосипа Броза Тита, Билтен Врховног штаба су уређивали и за њега писали и други чланови Врховног штаба. У првих шест бројева Билтена Јосип Броз Тито је потписиван иницијалима З. Г, Т. Г. и Т. Т, а касније само Тито.
Садржај Билтена је био разан. У њему су се налазила наређења, упутства и директиве о организацији јединица, начину ратовања и снабдевања; чланке из области војне стручне проблематике; оцене појединих значајних операција и битака; коментари о догађајима у земљи и иностранству; извештаји о акцијама и борбама на читавој територији Југославије. Билтен је објављивао и све значајне одлуке, уредбе и указе. 
Значај Билтена Врховног штаба за развој Народноослободилачке борбе био је веома велик. Он је обезбеђивао утицај врховног војног руководства на решавање главних проблема рата у читавој земљи. Усмеравао је развој и организацијско учвршћивање штабова јединица, јачао њихову борбеност и преносио искуства. Анализе разних политичких збивања у свету и у земљи допринеле су упознавању потчињених штабова са основним политичким и другим задацима, који су били актулени у појединим периодима. Дуго времена, Билтен је био скоро једини извор података о борбама, акцијама и успесима Народноослободилачке војске и партизанских одреда Југославије. 
Поред Билтена Врховног штаба НОВ и ПОЈ, током Народноослободилачке борбе, и други штабови и команде су издавали своје билтене, а у форми билтена су издаване и радио-вести.

## Бројеви Билтена Врховног штаба
Током Народноослободилачког рата изашло је 47 бројева Билтена Врховног штаба НОВ и ПОЈ, од којих је штампано свега 24, тј. 11 бројева је изашло самостално, а 33 као двоброји или троброји. 
1. Билтен Главног штаба НОПОЈ број 1 од 10. августа 1941. године - штампан ћирилицом у илегалној штампарији ЦК КПЈ у Београду. Читав овај број уредио је командант Главног штаба Јосип Броз Тито, који је тада живео илегално у Београду. Овај примерак Билтена умножаван је више пута од стране партијских руководстава и партизанских одреда на ослобођеној територији.
2. Билтен Главног штаба НОПОЈ број 2 од 19. августа 1941. године - штампан ћирилицом у илегалној штампарији ЦК КПЈ у Београду.
3. Билтен Главног штаба НОПОЈ број 3 од 26. августа 1941. године - штампан ћирилицом у илегалној штампарији ЦК КПЈ у Београду.
4. Билтен Главног штаба НОПОЈ број 4 од 3. септембра 1941. године - штампан ћирилицом у илегалној штампарији ЦК КПЈ у Београду.
5. Билтен Главног штаба НОПОЈ број 5 од 8. септембра 1941. године - штампан ћирилицом у илегалној штампарији ЦК КПЈ у Београду.
6. Билтен Главног штаба НОПОЈ број 6 од 18. септембра 1941. године - штампан ћирилицом у илегалној штампарији ЦК КПЈ у Београду.
7. Билтен Врховног штаба НОПОЈ број 7-8 од 1. октобра 1941. године - штампан ћирилицом у ослобођеном Ужицу. Прештампан у илегалној штампарији ЦК КПЈ у Београду, као и у другим техникама партијских руководстава и партизанских одреда.
8. Билтен Врховног штаба НОПОЈ број 9 од 10. октобра 1941. године - штампан ћирилицом у ослобођеном Ужицу. Прештампан у илегалној штампарији ЦК КПЈ у Београду.
9. Билтен Врховног штаба НОПОЈ број 10-11 од 20. октобра 1941. године - штампан ћирилицом у ослобођеном Ужицу. Прештампан у илегалној штампарији ЦК КПЈ у Београду.
10. Билтен Врховног штаба НОП и ДВЈ број 12-13 за децембар 1941. и јануар 1942. године - израђен на циклостилу ћирилицом на Романији. Прештампан у илегалној штампарији ЦК КПЈ у Београду.
11. Билтен Врховног штаба НОП и ДВЈ број 14-15 за фебруар-март 1942. године - израђен на циклостилу ћирилицом у ослобођеној Фочи. Прештампан у илегалној штампарији ЦК КПЈ у Београду.
12. Билтен Врховног штаба НОП и ДВЈ број 16 за април 1942. године - израђен на циклостилу ћирилицом у ослобођеној Фочи.
13. Билтен Врховног штаба НОП и ДВЈ број 17-18-19 за јун-јул-август 1942. године - штампан латиницом на штампарској тигл-машини у селу Дринићу, код Босанског Петровца. Тираж 1.000 примерака.
14. Билтен Врховног штаба НОВ и ПОЈ број 20-21-22 за септембар-новембар 1942. године - штампан латиницом на штампарској тигл-машини у селу Дринићима, код Босанског Петровца. Тираж 1.200 примерака.
15. Билтен Врховног штаба НОВ и ПОЈ број 23-27 за децембар 1942-април 1943. године - израђен на циклостилу латиницом у селу Ђурђевића Тара.
16. Билтен Врховног штаба НОВ и ПОЈ број 28 за мај 1943. године - штампан ћирилицом у штампарији Народноослободилачког фронта Босне и Херцеговине у селу Бусије, код Рибника, у близина Кључа.
17. Билтен Врховног штаба НОВ и ПОЈ број 29-31 за јун-јул-август 1943. године - штампан ћирилицом у штампарији Народноослободилачког фронта Босне и Херцеговине у селу Бусије, код Рибника, у близина Кључа.
18. Билтен Врховног штаба НОВ и ПОЈ број 32 за септембар 1943. године - штампан ћирилицом у штампарији Народноослободилачког фронта Босне и Херцеговине у селу Бусије, код Рибника, у близина Кључа.
19. Билтен Врховног штаба НОВ и ПОЈ број 33 за октобар 1943. године - штампан ћирилицом у штампарији Народноослободилачког фронта Босне и Херцеговине у селу Бусије, код Рибника, у близина Кључа.
20. Билтен Врховног штаба НОВ и ПОЈ број 34-35-36 за новембар, децембар 1943-јануар 1944. године - штампан ћирилицом у штампарији Народноослободилачког фронта Босне и Херцеговине у селу Бусије, код Рибника, у близина Кључа.
21. Билтен Врховног штаба НОВ и ПОЈ број 37-38-39 за фебруар-март-април 1944. године - штампан ћирилицом у селу Шиповљани, код Дрвара.
22. Билтен Врховног штаба НОВ и ПОЈ број 40-43 за мај-август 1944. године - штампан латиницом на Вису.
23. Билтен Врховног штаба НОВ и ПОЈ број 44-45 за септембар-октобар 1944. године - штампан у штампарији Врховног штаба НОВ и ПОЈ на Вису. Тираж - ћирилицом 2.500, латиницом 2.500.
24. Билтен Врховног штаба НОВ и ПОЈ број 46-47 за новембар-децембар 1944. године - штампан ћирилицом у Државној штампарији у Београду, децембра 1944. године.

У току Народноослободилачког рата, штампано је и првих седам бројева Службеног листа Министарства народне одбране Демократске Федеративне Југославије:
- Службени лист МНО ДФЈ број 1-2-3 за јануар-фебруар-март 1945. године - штампан у штампарији Војноиздавачког завода Министрарства народне одбране у Београду. Тираж - ћирилицом 3.000, латиницом 3.000.

- Службени лист МНО ДФЈ број 4-5-6-7 за април-мај-јун-јул 1945. године - штампан у штампарији Војноиздавачког завода Министрарства народне одбране у Београду. Тираж - ћирилицом 3.000, латиницом 3.000.